# Líbano (Tolima)
Líbano est une municipalité colombienne située dans le département de Tolima.